# Amon
Amon var skabergud i det gamle Egypten, dyrket i flere byer, navnlig i Theben, hvor hans vigtigste tempel, Karnak-templet lå, men også i andre egyptiske byer. Ligesom flere andre guder bragtes Amon allerede tidligt i forbindelse med solguden Ra – han kaldtes derfor ofte Amon-Ra. Da Theben under det 11. Dynasti blev kongesæde og snart efter hele Egyptens hovedstad, fik Amon stor anseelse i hele landet.
Til ære for Amon blev der i Theben rejst flere store templer, som man stadig kan se rester af ved Karnak.

## Amon-Ra
Amon-Ra var en sammensmeltning af den thebanske lokalgud, Amon, og symbolet for solskiven, Ra. Amon-Ra var altså solgud i Theben, det nuværende Luxor.

## Historie
Amon var oprindeligt vindens gud. Han nævnes i pyramideteksterne, men var ikke en vigtig guddom i det gamle rige
Efter at de Thebanske fyrster tog magten efter første mellemtid, og Theben blev kongesæde i det 11. dynasti, steg Amons betydning, og flere konger kaldte sig Amenemhet. Amon blev ophøjet til rigsgud og smeltede sammen med Ra for at blive til Amon-Ra, og i Theben
blev Karnak-templet grundlagt.
I det nye rige var Amon blevet landets mægtigste gud, og i hans hjemby Theben blev Karnak-templet udbygget.
Faraonerne i det nye rige kaldte sig Amenhotep, denne tradition blev først brudt af Amenophis 4., der skiftede navn til Akhenaton og forbød de traditionelle guder til fordel for solguden Aton.
I sentiden fortsatte dyrkelsen af Amon, og særligt i 25. dynasti blomstrer den.
Amon-kulten fortsatte langt ind i den græsk-romerske periode, hvor han blev identificeret med Zeus som Zeus-Amon.

## Andre navne
Amon kunne også staves Amen og Amun, oprindelsen til kongenavnene Amenemhet og Amenhotep (Amenophis)

## Ogdoaden
I Hermopolis var Amon en af de otte urguder, der sammen med hustruen Amaunet, som senere smeltede sammen med Mut, Heh, hans hustru Hauhet, Nun og Naunet, og Kek og Kauket, udgjorde ogdoaden, eller otteguderkredsen i Hermopolis.